# 李黎
鮑利黎（1948年5月1日—），生於南京，原籍安徽省和縣，筆名李黎、薛荔，中華民國文學作家，本籍安徽和縣，畢業於高雄女中、國立臺灣大學歷史學系，後赴美印第安那州普渡大學攻讀政治學，曾從事編輯與教職，現遷居於美國加州帕羅奧圖。其創作以小說以及散文為主，亦有翻譯作品。

## 生平
李黎是來自台灣﹑旅居美國的小說﹑散文﹑劇本及專欄作家。本名鮑利黎﹐英文名 Lily Hsueh﹐祖籍安徽和縣﹐江蘇南京出生﹐台灣長大。畢業於高雄女中﹑國立臺灣大學歷史學系﹐70年代赴美﹐就讀普渡大學政治學研究所。曾任編輯及教職﹐現居美國加州帕羅奧圖﹐專事寫作。在中國大陸﹑台灣﹑香港三地出版小說﹑散文﹑翻譯﹑電影劇本等逾三十部﹔獲有多項小說獎﹑電影劇本獎 (並攝成影片)。作品多次被選入台灣年度小說選﹑散文選﹔代表作被收入《中華現代文學大系》小說卷及散文卷、《廿世紀台灣文學金典》小說卷﹔並列為《台灣小說二十家》(1978-1998) 之一。
大學時代，鮑利黎即以「黎陽」筆名於《大學論壇》、《大學新聞》發表作品，並翻譯赫胥黎《美麗新世界》。後赴美求學，於《現代文學》發表首篇小說作品〈譚教授的一天〉。1980年於北京出版小說集《西江月》，封面並由《茅盾》題字。因於中國大陸出書，兼以參與保釣運動、中國統一運動等政治因素，使其遲遲不敢返回台灣。但仍持續寫作投稿於台灣刊物，1982年以最後夜車獲聯合報所辦聯合報文學獎短篇小說首獎。
李黎長居國外，又因政治因素不敢回台，早期作品以描寫海外華人鄉愁為主。1989年，其子發現罹患先天性心臟血管發育異常症，旋即以十三稚齡過世，還有《晴天筆記》，李黎以《悲懷書簡》一書悼念亡兒，療治悲痛。經此傷痛，李黎作品偶會有一聰慧男孩，或以其子為創作原型，並常蘊含對生命重生的不妥協意念。《袋鼠男人》一書中更置換男女角色，虛擬「人工子宮」，極力呈現一種懷孕重生的期盼，後來翻拍成電影《袋鼠男人》，美國喜劇電影《魔鬼二世》亦和此小說有關。
李黎的丈夫薛人望，現任斯坦福大学医学院教授。

## 著作
- 小說

1. 《西江月》
2. 《最後夜車》
3. 《天堂鳥花》
4. 《傾城》
5. 《浮世》
6. 《袋鼠男人》
7. 《浮世書簡》
8. 《初雪》
9. 《三城之戀》
10. 《樂園不下雨》

- 散文

1. 《昨日之河》(2011)
2. 《大江日夜流》
3. 《別後》
4. 《悲懷書簡》
5. 《天地一游人》
6. 《世界的回聲》
7. 《晴天筆記》
8. 《尋找紅氣球》
9. 《玫瑰蕾的名字》
10. 《心靈的地圖》
11. 《舊情綿綿》
12. 《翡冷翠的情人》
13. 《一見鍾情》
14. 《海枯石》
15. 《威尼斯畫記》
16. 《浮花飛絮張愛玲》
17. 《玻璃電臺-上海老歌留聲》

- 電影劇本

1. 《袋鼠男人》
2. 《樂園不下雨》

- 譯作

1. 《美麗新世界》

- 編選

1. 《海外華人作家小說選》

## 外部連結
- 國家圖書館-當代文學史料系統[永久]
- 李黎的部落格
- 李黎書房[]